# Stazione di Plava
La stazione di Plava (in sloveno Plave) è una fermata ferroviaria posta sulla linea Jesenice-Trieste (Transalpina). Serve il centro abitato di Plava, frazione del comune di Canale d'Isonzo.

## Storia
La fermata venne attivata nel 1906 come parte della linea Jesenice-Trieste con il nome di Plava. La stazione fu costruita dall’impresa G.B. Sard & Lenassi (stessa impresa che partecipò alla costruzione del ponte in pietra di Salcano, inaugurato nel 1906).
Dopo la prima guerra mondiale, con l'annessione della Venezia Giulia al Regno d'Italia, la linea passò sotto l'amministrazione delle Ferrovie dello Stato che ribattezzarono la fermata come Plava-Montecucco.
Dopo la seconda guerra mondiale il territorio venne annesso alla Jugoslavia che ribattezzarono la fermata come Plave.
Dal 1991 appartiene alla rete slovena (Slovenske železnice).